# Stereotype
Stereotype è l'EP di debutto del gruppo femminile sudcoreano STAYC. Distribuito da Kakao Entertainment, è stato pubblicato da High Up Entertainment il 6 settembre 2021, a distanza di dieci mesi dal debutto ufficiale del gruppo.

## Successo commerciale
Stereotype ha venduto più di 114 000 copie in solo una settimana dopo la pubblicazione. Ha debuttato alla seconda posizione della Gaon Album Chart.

## Tracce
1. Stereotype (색안경) – 3:11
2. I'll Be There – 3:09
3. Slow Down – 3:10
4. Complex – 3:06

Durata totale: 12:36

## Classifiche
| Classifica (2021) | Posizione massima |
| ----------------- | ----------------- |
| Corea del Sud     | 2                 |
| Giappone          | 25                |